# South Cleveland
South Cleveland is een plaats (census-designated place) in de Amerikaanse staat Tennessee, en valt bestuurlijk gezien onder Bradley County.

## Demografie
Bij de volkstelling in 2000 werd het aantal inwoners vastgesteld op 6216.

## Geografie
Volgens het United States Census Bureau beslaat de plaats een oppervlakte van
37,9 km², geheel bestaande uit land. South Cleveland ligt op ongeveer 238 m boven zeeniveau.

## Plaatsen in de nabije omgeving
De onderstaande figuur toont nabijgelegen plaatsen in een straal van 16 km rond South Cleveland.